# オオヨシキリ
オオヨシキリ（大葦切、Acrocephalus orientalis）は、鳥綱スズメ目ヨシキリ科ヨシキリ属に分類される鳥類。

## 分布
インド、インドネシア、カンボジア、シンガポール、タイ王国、大韓民国、中華人民共和国、朝鮮民主主義人民共和国、日本、フィリピン、ブルネイ、ベトナム、マレーシア、モンゴル国、ラオス、ロシア東部
中華人民共和国や日本・モンゴル・朝鮮半島・アムール川流域で繁殖し、冬季になるとフィリピン・マレー半島・スマトラ島・モルッカ諸島などへ移動する。

## 形態
全長オス17.8 - 18.9センチメートル、メス17 - 17.7センチメートル。上面はオリーブ褐色、下面はバフ白色。
眼上部にある眉状の斑紋（眉斑）は明瞭で、バフ白色。

## 分類
以前はAcrocephalus arundinaceusおよびその亜種A. a. orientalisの和名が、オオヨシキリとされていた。ミトコンドリアDNAの分子系統解析ではニシオオヨシキリA. arundinaceusではなく、チュウヨシキリAcrocephalus stentoreusにより近縁という解析結果が得られているため、独立種とする説が有力とされる。

## 生態
ヨシ原などに生息するが、渡りの途中では低地の森林に飛来することもある。
繁殖様式は卵生。婚姻様式は一夫多妻。繁殖期には縄張りを形成し、高所で囀り縄張りを主張する。縄張りを形成したオスの20 - 30 %は2 - 3羽のメスとペアを形成するが、約15 %のオスは縄張りを形成するがメスとペアを形成できないこともある。オギやヨシなどの茎や枯れ葉などを組み合わせたお椀状の巣を作り、3 - 5個の卵を産む。メスのみが抱卵し、抱卵期間は13日。育雛期間は14日。オスは縄張り内で最も繁殖の進んだ巣にのみ、給餌を行う。
また、「ぎょぎょし」と聞こえるような鳴き声で鳴く。そのため、俳人はオオヨシキリを行々子（ぎょうぎょうし）とも呼ぶ。